# アンディ・マクナブ
アンディ・マクナブ DCM MM(Andy McNab 1959年12月28日-)は、イギリスの軍人、小説家である。ただし、このアンディ・マクナブなる名は偽名とされる。
湾岸戦争中、イギリス陸軍スペシャル・エア・サービス(SAS)所属の軍曹として、イラク軍のスカッドを破壊する任務を帯びた「ブラボー・ツー・ゼロ」と呼ばれる部隊に所属した。任務は失敗に終ったが、1991年にはこの任務の為に殊勲章(Distinguished Conduct Medal, DCM)を授章している。また、それ以前にも1979年の北アイルランドにおける戦闘に、「ロイヤル・グリーン・ジャケッツ」連隊の一員として参加したことを讃えられ、1980年に戦功勲章(Military Medal, MM)を受章している。
1993年、「ブラボー・ツー・ゼロ」部隊での経験を元に『ブラヴォー・ツー・ゼロ』（原題：Bravo Two Zero)を出版し、作家としてその名が知られるようになった。その他、2冊の自叙伝と多くの小説を執筆した。

## 生い立ち
マクナブは、1959年12月28日に生まれた。サザークのガイズ病院の階段に捨てられている所を発見され、養子としてペカムで育てられた。彼は真面目に学校に通う事はせず、片手間仕事をし始め、挙句の果てにはさ細な犯罪に関係していた。やがて窃盗の容疑で仲間とともに逮捕された際、これまでの自堕落な生活を清算することを思い立ち、そして兄や親族から聞かされていた陸軍体験に一部触発されてイギリス陸軍への志願を決意した。陸軍のヘリコプターパイロットになる事を熱望したものの、入隊前に課せられた適性試験を通過できなかった。徴募官から軽歩兵を勧められた彼は、同じ年に16歳で「ロイヤル・グリーン・ジャケッツ」連隊へ入隊した。

## 軍歴
マクナブがロイヤル・グリーン・ジャケッツに入隊した後、彼は基礎訓練のためにケントに配属され、そして彼の連隊のボクシングチームにも所属した。基礎訓練の後に、彼はウィンチェスターの小銃補給所に配属された。1977年、マクナブは当時ジブラルタルに駐留していた第二大隊 (2RGJ) に配属され、これが彼にとって初の実戦部隊配備となった。
1977年12月から1978年6月まで、彼はイギリス陸軍の「オペレーション・バナー」の一部として北アイルランドのサウス・アーマーに配属された。1978年から1979年に、彼は下級伍長(Lance Corporal)に昇進した後アーマーへ戻り、そしてアイルランド共和軍暫定派との銃撃戦の中で初めて敵を殺したと主張した。マクナブは事件について次のように書いている。

私は初めて自分が生き延びる為に誰かを殺さなければならなかった時の事を鮮やかに覚えている。その時の私は19歳の兵隊で、サウス・アーマーのキーディにいた。そして、私のパトロール隊は待ち伏せ攻撃の準備をしていた6人のIRAテロリストと遭遇したのだ。銃撃戦が始まった時、彼らは我々からほんの20mくらいしか離れていなかった。私は恐ろしかった、非常に恐ろしかった。
—アンディ・マクナブ、
マクナブはこの事件のために戦功勲章を与えられた。 しかしながら、ある情報提供者が後に報告したところによれば、マクナブが撃った相手は単に負傷しただけで、死因は後日起こった別の銃撃戦による負傷だったと主張している。
8年をロイヤル・グリーン・ジャケッツ連隊で過ごす中、マクナブは営舎でSAS隊員の姿をたびたび目撃している。そして形式ばったルールに縛られ、訓練のための訓練に明け暮れる毎日に疑問を抱いたマクナブは、1982年にSAS選抜を目指すことに決めた。部隊の仲間たちと事前トレーニングを積み、最初の選抜試験には失敗したが熱意をさらに掻き立てられ、二度目の選抜試験を通過し、最終試験を兼ねたマラヤ遠征を経て、1984年に最終的にSASへ移籍した。10年間の第22SAS連隊B戦闘中隊航空小隊の勤務の間、マクナブは中東と極東、南・中央アメリカと北アイルランドで対テロ作戦と薬物作戦を含む世界中の秘密そして公然の作戦の両方に従事した。 マクナブは対テロリズム、主要な目標除去、破壊、武器、戦術、極秘監視役と敵対的な環境での情報収集と要人警護の専門家としての訓練を施された。 彼は従来の特殊作戦と同様に警察、刑務所部門、対薬物部隊、あるいは西側に支持されたゲリラ運動などと共同作戦に従事した。北アイルランドでは身分秘匿作戦担当者第14情報中隊と共に2年間の「the Det」任務に就き、最後には同種の作戦における教官となった。
湾岸戦争では、マクナブはバグダードと北西イラクの間で地下コミュニケーション・リンク破壊と地域で移動するスカッド追跡の任務を与えられた8名のSASパトロール隊ブラボー・ツー・ゼロを指揮した。パトロール隊は1991年1月22日にイラクに降下したが、まもなくしてイラク軍による激しい攻撃に遭遇し、最も近い連合国シリアに向かって徒歩で逃げた。
最終的に8名中3名が殺され、マクナブを含む4名が逃走中に囚えられた。最後の1人、クリス・ライアンだけが逃走に成功している。捕虜となった4名は解放される3月5日までの6週間拘束されていた。解放時、マクナブは両手の神経障害、肩の脱臼、さらに腎臓と肝障害とB型肝炎まで患っていた。その後、6カ月の医学的治療を受け、ようやく現役勤務に戻ることが許された。
彼は17年間の軍歴の間に殊勲章(DCM)と戦功勲章(MM)両方を授与されており、マクナブはSASを辞めた1993年2月当時、自身がイギリス陸軍において最も高級な名誉を得ていた兵士だと主張している。

## 退役後
『ブラボー・ツー・ゼロ』を執筆するにあたって、彼はアンディ・マクナブという偽名を名乗った。本の宣伝や特殊作戦の専門家としてテレビに出演する場合にも、彼は決して顔を見せようとしない。
彼の本の宣伝や特殊サービスの専門家として振る舞うためにテレビに出演するとき、彼の顔は身元確認を防ぐために陰にされる。CNNの番組『ラリー・キング・ライブ』へ出演した際には、番組ホストのラリー・キングは次のように説明した。

我々はアンディを影の中に隠れさせておきます。彼はテロリストたちに手配されているので。
—ラリー・キング、
かつて不当解雇を訴えてMI6と対立した元MI6スパイのリチャード・トムリンソンが著した『The Big Breach』によれば、アンディはイラク戦争後にMI6新入隊員向けの特殊訓練チームの一員として、サボタージュやゲリラ戦についての訓練を行なっていたという。
マクナブには機密性が高い任務の多いSASで勤めていた間の守秘義務があるため、イギリス国防省へ彼の作品を提出することを義務づけられている。また、彼は自身の経歴から自分が世界のテロ組織の多くによって命が狙われていると信じているため、顔や今の所在地を明らかにしないことに決めている。
陸軍を辞めた後、マクナブは報道要員やジャーナリスト、過酷な環境で活動している非政府組織メンバーなどを対象とした専門トレーニングコースを開発・運営している。また、ハリウッドにてマイケル・マンの犯罪映画『ヒート』の撮影に技術・兵器アドバイザー兼トレーナーとして参加し、ロバート・デ・ニーロ演ずるプロの強盗が用いる強盗の手段や、アル・パチーノ演ずる警察官らがどのように強盗団を追跡するかなど、劇中の計画を立案する手助けを行った。同じく2005年の犯罪映画 『 ダーティ・コップ』でも技術アドバイザーを務めている。
2007年2月、マクナブは『ザ・サン』紙のセキュリティ・アドバイザーとして、かつて所属したロイヤル・グリーン・ジャケッツ連隊と共に7日間イラクに派遣された。ここで彼は新しく執筆中だった本『Crossfire』のために背景調査を行ったという。
マクナブは自らのSASでの活動について、『ブラボー・ツー・ゼロ（原題：Bravo Two Zero）』（1993）、 『SAS戦闘員（原題：Immediate Action）』（1995）と 『Seven Troop（日本未発表）』（2008）の3冊を執筆しており、いずれもベストセラーとなっている。例えばイギリスでは『ブラボー・ツー・ゼロ』が170万部以上、『SAS戦闘員』が140万部の売上を記録した。これらは今までに17か国で発表され、16の言語に翻訳された 。マクナブ本人による『ブラボー・ツー・ゼロ』のCD口述バージョンは、6万部以上が売れてシルバー・ディスクを得た。1999年、BBC映画は『ブラボー・ツー・ゼロ』をショーン・ビーン主演で映画化した。これはBBC Oneテレビで放送され、2000年にはDVDもリリースされた。1995年9月に国防省から与えられた一方的な差し止め命令が解除された後、『SAS戦闘員』は18週間もの間、ベストセラーリストのトップであり続けた。

## フィクション作品
マクナブは多くのアクション・スリラーも執筆している。
中でもイギリスの諜報機関による秘密作戦に従事する元SAS隊員ニック・ストーンの活躍を描くニック・ストーンシリーズ(Nick Stone Missions)は非常に人気がある。このシリーズはマクナブの特殊部隊員としての経験や知識が広く反映されている。ボーイ・ソルジャー・シリーズはジャーナリストや作詞家としてその名を知られるロバート・リグビーの助けを得て執筆されており、ダニー・ワットという名前の少年と彼の祖父で一見粗野な元SAS隊員ファーガスを中心に展開する。
世界図書・著作権デーを支援するチャリティー団体 en:Quick Reads のために2冊の本『The Grey Man』と『Last Night Another Soldier』を執筆した。BBCの番組『raw words』では、Quick Readsに対してルパート・ディーガスによる『Last Night Another Soldier』朗読の独占録音に関する取引を提案した。

## フィルム作品
『ヒート』でマクナブと親交を持ったミラマックスはマクナブの小説の最初の4冊の映画化権を獲得し、そして Echelon は現在プロダクションにあり、本ファイアウォール（原題：Firewall）に基づいてマクナブは脚本を共同作成、共同執筆して、そして技術顧問の役も務める。彼の最近の本でのマクナブによればツアーに署名して、ジェイソン・ステーセムあるいはトム・ハーディーがニック・ストーンの主役を演ずる。彼は民間セキュリティー会社の現在の理事会メンバーでもある。Spoken Group 社と共に、アンディ・マクナブはインターネットからのダウンロード向けと携帯電話に対して音声ドラマを新規開発している。「マクナブ」は、2008年1月13日、E4 の en:Big Brother: Celebrity Hijack に参加した。

## 現在
彼は今ノーフォークに住み、そしてアメリカとイギリスの両方でセキュリティーと軍事に関係したトピックについて講演活動を行っている。
彼は元軍人に再雇用・コンサルティングサービスを提供する財団組織 ForceSelect の役員でもある。
DICE社がバトルフィールド3を開発する際、マクナブは同ゲームにおける銃撃戦の技術、射撃姿勢やその他軍事に関連する内容を完璧なものにするため協力を行った。

## 書籍

### ノンフィクション
- Bravo Two Zero (1993)　『ブラヴォー・ツー・ゼロ　SAS兵士が語る壮絶な湾岸戦記』（早川書房 1995/5/31）
- Immediate Action (1995)　『SAS戦闘員　最強の対テロ・特殊部隊の極秘記録』（早川書房 1997/3/15）
- Seven Troop (2008)
- en:Spoken From The Front (2009)

### フィクション
ニック・ストーンミッション
- Remote Control (1998/2/17)　『リモート・コントロール』（角川文庫 1999/5/25）
- en:Crisis Four (2000/8/22)　『クライシス・フォア』（角川文庫 2001/9/25）
- Firewall (2000/10/5)　『ファイアウォール』（角川文庫 2003/4/25）
- Last Light  (2001/10/1)　『ラスト・ライト』（角川文庫 2005/4/23）
- Liberation Day (2002/10/1)　『解放の日』（角川文庫 2007/5/25）
- Dark Winter (2003/11/3)
- en:Deep Black (2004/11/1)
- Aggressor (2005/11/1)
- Recoil (2006/11/6)
- Crossfire (2007/11/12)
- Brute Force (2008/11/3)
- Exit Wound  (2009/11/5)
- Zero Hour  (2010/11/25)
- Dead Centre (2011/9/15)
- Silencer (2013/10/24 予定)

ボーイ・ソルジャー・シリーズ (ロバート・リグビー共著)
- Boy Soldier (アメリカでのタイトル Traitor, 2005/5/5)
- Traitor
- Payback (2005/10/6)
- Avenger (2006/5/4)
- Meltdown (2007/5/3)

Quick Reads プロジェクト
- The Grey Man[12] (2006/5/8)
- Last Night Another Soldier  (2010/5/4)

オーディオ・ストーリー
- Iraq Ambush (2007/5)
- Royal Kidnap (2007/6)
- Roadside Bomb (2007/9)
- Sniper (TBA ?)

Dropzone シリーズ
- Dropzone Bk. 1 (2010/2)
- Dropzone Bk. 2 – Terminal Velocity (2011/3)

Men at War シリーズ (Kym Jordan 共著)
- War Torn (2010/5/13)
- Battle Lines (2012/8/28)

Battlefield 3
- Battlefield 3: The Russian (2011/10)

Tom Buckingham シリーズ
- Red Notice (2012/10/25)

The New Recruit (ヤングアダルトシリーズ)
- The New Recruit (2013/1/3)

## テレビ
- en:Andy McNab's Tour of Duty